# Seleção Portuguesa de Andebol
A Seleção Portuguesa de Andebol é a equipa nacional de Portugal de Andebol masculino, gerida pela Federação Portuguesa de Andebol que representa o país nas competições de futebol organizadas pela EHF e pela IHF.

## Estatísticas
Portugal competiu quatro vezes no Campeonato do Mundo (1997, 2001, 2003, 2021 e 2025) e sete vezes no Campeonato da Europa (1994, 2000, 2002, 2004, 2006, 2020 e 2022). Classificou-se automaticamente para a fase final do Campeonato do Mundo em 2003 e da edição inaugural do Campeonato da Europa em 1994 como equipa anfitriã. Os melhores resultados de Portugal são um 4º lugar no Campeonato do Mundo em 2025 e um 6º lugar (segunda fase) no Campeonato da Europa em 2020. 

### Jogos Olímpicos
| Edição                          | Fase              | Class             | J                 | V                 | E                 | D                 | GM                | GS                |
| ------------------------------- | ----------------- | ----------------- | ----------------- | ----------------- | ----------------- | ----------------- | ----------------- | ----------------- |
| 1936 Berlim                     | Não se qualificou | Não se qualificou | Não se qualificou | Não se qualificou | Não se qualificou | Não se qualificou | Não se qualificou | Não se qualificou |
| Não realizado entre 1948 e 1968 |                   |                   |                   |                   |                   |                   |                   |                   |
| 1972 Munique                    | Não se qualificou | Não se qualificou | Não se qualificou | Não se qualificou | Não se qualificou | Não se qualificou | Não se qualificou | Não se qualificou |
| 1976 Montreal                   | Não se qualificou | Não se qualificou | Não se qualificou | Não se qualificou | Não se qualificou | Não se qualificou | Não se qualificou | Não se qualificou |
| 1980 Moscovo                    | Não se qualificou | Não se qualificou | Não se qualificou | Não se qualificou | Não se qualificou | Não se qualificou | Não se qualificou | Não se qualificou |
| 1984 Los Angeles                | Não se qualificou | Não se qualificou | Não se qualificou | Não se qualificou | Não se qualificou | Não se qualificou | Não se qualificou | Não se qualificou |
| 1988 Seul                       | Não se qualificou | Não se qualificou | Não se qualificou | Não se qualificou | Não se qualificou | Não se qualificou | Não se qualificou | Não se qualificou |
| 1992 Barcelona                  | Não se qualificou | Não se qualificou | Não se qualificou | Não se qualificou | Não se qualificou | Não se qualificou | Não se qualificou | Não se qualificou |
| 1996 Atlanta                    | Não se qualificou | Não se qualificou | Não se qualificou | Não se qualificou | Não se qualificou | Não se qualificou | Não se qualificou | Não se qualificou |
| 2000 Sydney                     | Não se qualificou | Não se qualificou | Não se qualificou | Não se qualificou | Não se qualificou | Não se qualificou | Não se qualificou | Não se qualificou |
| 2004 Atenas                     | Não se qualificou | Não se qualificou | Não se qualificou | Não se qualificou | Não se qualificou | Não se qualificou | Não se qualificou | Não se qualificou |
| 2008 Pequim                     | Não se qualificou | Não se qualificou | Não se qualificou | Não se qualificou | Não se qualificou | Não se qualificou | Não se qualificou | Não se qualificou |
| 2012 Londres                    | Não se qualificou | Não se qualificou | Não se qualificou | Não se qualificou | Não se qualificou | Não se qualificou | Não se qualificou | Não se qualificou |
| 2016 Rio de Janeiro             | Não se qualificou | Não se qualificou | Não se qualificou | Não se qualificou | Não se qualificou | Não se qualificou | Não se qualificou | Não se qualificou |
| 2020 Tokyo                      | Fase Grupos       | 9                 | 5                 | 1                 | 0                 | 4                 | 143               | 156               |
| 2024 Paris                      | Não se qualificou | Não se qualificou | Não se qualificou | Não se qualificou | Não se qualificou | Não se qualificou | Não se qualificou | Não se qualificou |
| 2028 los Angeles                | A determinar      | A determinar      | A determinar      | A determinar      | A determinar      | A determinar      | A determinar      | A determinar      |
| 2032 Brisbane                   | A determinar      | A determinar      | A determinar      | A determinar      | A determinar      | A determinar      | A determinar      | A determinar      |
| Total                           | 1/15              | –                 | 5                 | 1                 | 0                 | 4                 | 143               | 156               |

### Campeonato do Mundo
| Campeonato do Mundo | Campeonato do Mundo | Campeonato do Mundo | Campeonato do Mundo | Campeonato do Mundo | Campeonato do Mundo | Campeonato do Mundo | Campeonato do Mundo | Campeonato do Mundo |
| Edição              | Fase                | Class               | J                   | V                   | E                   | D                   | GM                  | GS                  |
| ------------------- | ------------------- | ------------------- | ------------------- | ------------------- | ------------------- | ------------------- | ------------------- | ------------------- |
| 1938                | Não se qualificou   | Não se qualificou   | Não se qualificou   | Não se qualificou   | Não se qualificou   | Não se qualificou   | Não se qualificou   | Não se qualificou   |
| 1954                | Não se qualificou   | Não se qualificou   | Não se qualificou   | Não se qualificou   | Não se qualificou   | Não se qualificou   | Não se qualificou   | Não se qualificou   |
| 1958                | Não se qualificou   | Não se qualificou   | Não se qualificou   | Não se qualificou   | Não se qualificou   | Não se qualificou   | Não se qualificou   | Não se qualificou   |
| 1961                | Não se qualificou   | Não se qualificou   | Não se qualificou   | Não se qualificou   | Não se qualificou   | Não se qualificou   | Não se qualificou   | Não se qualificou   |
| 1964                | Não se qualificou   | Não se qualificou   | Não se qualificou   | Não se qualificou   | Não se qualificou   | Não se qualificou   | Não se qualificou   | Não se qualificou   |
| 1967                | Não se qualificou   | Não se qualificou   | Não se qualificou   | Não se qualificou   | Não se qualificou   | Não se qualificou   | Não se qualificou   | Não se qualificou   |
| 1970                | Não se qualificou   | Não se qualificou   | Não se qualificou   | Não se qualificou   | Não se qualificou   | Não se qualificou   | Não se qualificou   | Não se qualificou   |
| 1974                | Não se qualificou   | Não se qualificou   | Não se qualificou   | Não se qualificou   | Não se qualificou   | Não se qualificou   | Não se qualificou   | Não se qualificou   |
| 1978                | Não se qualificou   | Não se qualificou   | Não se qualificou   | Não se qualificou   | Não se qualificou   | Não se qualificou   | Não se qualificou   | Não se qualificou   |
| 1982                | Não se qualificou   | Não se qualificou   | Não se qualificou   | Não se qualificou   | Não se qualificou   | Não se qualificou   | Não se qualificou   | Não se qualificou   |
| 1986                | Não se qualificou   | Não se qualificou   | Não se qualificou   | Não se qualificou   | Não se qualificou   | Não se qualificou   | Não se qualificou   | Não se qualificou   |
| 1990                | Não se qualificou   | Não se qualificou   | Não se qualificou   | Não se qualificou   | Não se qualificou   | Não se qualificou   | Não se qualificou   | Não se qualificou   |
| 1993                | Não se qualificou   | Não se qualificou   | Não se qualificou   | Não se qualificou   | Não se qualificou   | Não se qualificou   | Não se qualificou   | Não se qualificou   |
| 1995                | Não se qualificou   | Não se qualificou   | Não se qualificou   | Não se qualificou   | Não se qualificou   | Não se qualificou   | Não se qualificou   | Não se qualificou   |
| 1997                | Fase Grupos         | 19                  | 5                   | 1                   | 0                   | 4                   | 119                 | 123                 |
| 1999                | Não se qualificou   | Não se qualificou   | Não se qualificou   | Não se qualificou   | Não se qualificou   | Não se qualificou   | Não se qualificou   | Não se qualificou   |
| 2001                | Round of 16         | 16                  | 6                   | 2                   | 0                   | 4                   | 140                 | 145                 |
| 2003                | 2ª fase             | 12                  | 7                   | 4                   | 0                   | 3                   | 219                 | 182                 |
| 2005                | Não se qualificou   | Não se qualificou   | Não se qualificou   | Não se qualificou   | Não se qualificou   | Não se qualificou   | Não se qualificou   | Não se qualificou   |
| 2007                | Não se qualificou   | Não se qualificou   | Não se qualificou   | Não se qualificou   | Não se qualificou   | Não se qualificou   | Não se qualificou   | Não se qualificou   |
| 2009                | Não se qualificou   | Não se qualificou   | Não se qualificou   | Não se qualificou   | Não se qualificou   | Não se qualificou   | Não se qualificou   | Não se qualificou   |
| 2011                | Não se qualificou   | Não se qualificou   | Não se qualificou   | Não se qualificou   | Não se qualificou   | Não se qualificou   | Não se qualificou   | Não se qualificou   |
| 2013                | Não se qualificou   | Não se qualificou   | Não se qualificou   | Não se qualificou   | Não se qualificou   | Não se qualificou   | Não se qualificou   | Não se qualificou   |
| 2015                | Não se qualificou   | Não se qualificou   | Não se qualificou   | Não se qualificou   | Não se qualificou   | Não se qualificou   | Não se qualificou   | Não se qualificou   |
| 2017                | Não se qualificou   | Não se qualificou   | Não se qualificou   | Não se qualificou   | Não se qualificou   | Não se qualificou   | Não se qualificou   | Não se qualificou   |
| / 2019              | Não se qualificou   | Não se qualificou   | Não se qualificou   | Não se qualificou   | Não se qualificou   | Não se qualificou   | Não se qualificou   | Não se qualificou   |
| 2021                | Fase principal      | 10                  | 6                   | 4                   | 0                   | 2                   | 168                 | 152                 |
| / 2023              | Fase Principal      | 13                  | 6                   | 3                   | 1                   | 2                   | 178                 | 157                 |
| / 2025              | Semifinal           | 4                   | 9                   | 5                   | 2                   | 2                   | 301                 | 274                 |
| 2027                | A determinar        | A determinar        | A determinar        | A determinar        | A determinar        | A determinar        | A determinar        | A determinar        |
| Total               | 6/32                | –                   | 33                  | 16                  | 2                   | 15                  | 947                 | 876                 |

### Campeonato Europeu
| Edição | Fase              | Class             | J                 | V                 | E                 | D                 | GM                | GS                |
| ------ | ----------------- | ----------------- | ----------------- | ----------------- | ----------------- | ----------------- | ----------------- | ----------------- |
| 1994   | Preliminary round | 12                | 5                 | 0                 | 0                 | 5                 | 96                | 116               |
| 1996   | Não se qualificou | Não se qualificou | Não se qualificou | Não se qualificou | Não se qualificou | Não se qualificou | Não se qualificou | Não se qualificou |
| 1998   | Não se qualificou | Não se qualificou | Não se qualificou | Não se qualificou | Não se qualificou | Não se qualificou | Não se qualificou | Não se qualificou |
| 2000   | 1ª fase           | 7                 | 5                 | 2                 | 0                 | 3                 | 123               | 133               |
| 2002   | 2ª fase           | 9                 | 6                 | 2                 | 0                 | 4                 | 181               | 204               |
| 2004   | 1ª fase           | 14                | 3                 | 0                 | 1                 | 2                 | 91                | 101               |
| 2006   | 1ª fase           | 15                | 3                 | 0                 | 0                 | 3                 | 80                | 96                |
| 2008   | Não se qualificou | Não se qualificou | Não se qualificou | Não se qualificou | Não se qualificou | Não se qualificou | Não se qualificou | Não se qualificou |
| 2010   | Não se qualificou | Não se qualificou | Não se qualificou | Não se qualificou | Não se qualificou | Não se qualificou | Não se qualificou | Não se qualificou |
| 2012   | Não se qualificou | Não se qualificou | Não se qualificou | Não se qualificou | Não se qualificou | Não se qualificou | Não se qualificou | Não se qualificou |
| 2014   | Não se qualificou | Não se qualificou | Não se qualificou | Não se qualificou | Não se qualificou | Não se qualificou | Não se qualificou | Não se qualificou |
| 2016   | Não se qualificou | Não se qualificou | Não se qualificou | Não se qualificou | Não se qualificou | Não se qualificou | Não se qualificou | Não se qualificou |
| 2018   | Não se qualificou | Não se qualificou | Não se qualificou | Não se qualificou | Não se qualificou | Não se qualificou | Não se qualificou | Não se qualificou |
| / 2020 | jogo 5º/6º lugar  | 6                 | 8                 | 4                 | 0                 | 4                 | 201               | 191               |
| / 2022 | 1ª fase           | 19                | 3                 | 0                 | 0                 | 3                 | 85                | 91                |
| 2024   | 2º fase           | 7                 | 8                 | 4                 | 0                 | 3                 | 224               | 216               |
| / 2026 | A determinar      | A determinar      | A determinar      | A determinar      | A determinar      | A determinar      | A determinar      | A determinar      |
| / 2028 | Anfitriã          | Anfitriã          | Anfitriã          | Anfitriã          | Anfitriã          | Anfitriã          | Anfitriã          | Anfitriã          |
| Total  | 8/18              | –                 | 33                | 8                 | 1                 | 24                | 857               | 932               |

* Fundo colorido indica a medalha conquistada nessa edição.
** Contorno vermelho indica que participou nessa edição como seleção anfitriã.